# Inyeol
 Inyeol, född 1594, död 1636, var en koreansk drottning, gift med kung Injo av Joseon. Vigseln ägde rum 1610. Hon avled i barnsäng. 